# Nationsmärke
Nationsmärke är ett tjänstetecken som visar bärarens nationstillhörighet.

## Sverige
I den svenska försvarsmakten bärs nationsmärke i form av en svensk nationalflagga på vapenrock, innerkavaj, bussarong och jacka. Märket bärs 30 mm nedanför axelsömmen på vänster ärm.